# Anthony Newley
 (octobre 2009).
Si vous disposez d'ouvrages ou d'articles de référence ou si vous connaissez des sites web de qualité traitant du thème abordé ici, merci de compléter l'article en donnant les références utiles à sa vérifiabilité et en les liant à la section « Notes et références ».
Anthony Newley, né le 24 septembre 1931 à Londres (borough de Hackney), et mort le 14 avril 1999 à Jensen Beach en Floride, est un parolier, chanteur et acteur britannico-américain.
Il est notamment connu pour avoir coécrit avec Leslie Bricusse la chanson Goldfinger, composée par John Barry.
Il a reçu un Grammy Award de la chanson de l'année.

## Biographie

### Sa carrière
Anthony Newley est acteur, chanteur et parolier. Il opère dans les trois professions un talent prodigieux. En effet pendant une période de 30 ans, il fut considéré comme le plus talentueux de sa génération.
Né d'une mère célibataire dans le quartier ouvrier de Hackney à Londres, Newley fut évacué pendant les bombardements. Il se retrouva ainsi dans le milieu des arts de la scène côtoyant notamment un ancien professeur de music-hall, George Pescud. Bien que ses professeurs de Londres le trouvèrent brillant, il ne s'intéressait pas aux travaux scolaires, et à l'âge de 14 ans entrait dans la vie active jusqu'au jour où il lut une petite annonce recherchant de jeunes acteurs. Après une audition, on lui proposa un emploi comprenant une inscription à la prestigieuse école de l'Italia Conti Stage School (en). Il accepta et sa carrière débuta. Son premier grand rôle fut celui de Dick Bultitude dans Vice Versa de Peter Ustinov de 1948, puis toujours en 1948, il joua dans Oliver Twist, adaptation de Charles Dickens, de David Lean. Il fit une admirable transition de son statut d'enfant star à celui d'acteur contractuel dans les films britanniques des années 1950, carrière brièvement suspendue par un service militaire désastreux, il poursuivit son ascension du crooner « top-of-the-pops » dans les années 1960.
Il écrivit de grandes ballades dont bon nombre avec Leslie Bricusse, qui furent de grands succès pour des interprètes comme Sammy Davis Jr., Shirley Bassey ou Tony Bennett. Pendant les années 1960, il fit de grandes performances sur les scènes de Londres et de Broadway, dans des films hollywoodiens, ainsi que sur les télévisions britannique et américaine. Dans les années 1970, il continua ses activités principalement à Las Vegas et à Catskills, mais sa carrière commençait à décliner à cause de certains risques qu'il prit à Hollywood. Tout au long des années 1980 et 1990, il chercha à revenir sur le devant de la scène mais à chaque fois un obstacle ou un évènement l'en empêchèrent. Finalement sa santé se dégrada, atteint d'un cancer, il décéda à l'âge de 67 ans, peu après être devenu grand-père.

### Vie personnelle
En 1956, il épouse Ann Lynn (en), avec qui il eut un fils atteint d’infirmité congénitale dont il mourut alors qu’il était encore un enfant, et divorce en 1963. La même année il épouse l’actrice Joan Collins avec qui il a deux enfants Tara (en) connue pour être une personnalité médiatique en Angleterre, et Sasha Newley, célèbre artiste portraitiste établie à New York ayant quatre de ses toiles exposées au National Portrait Gallery de Washington.
La troisième femme d’Anthony Newley, Dareth Rich, hôtesse de l’air, lui donna également deux enfants, Shelby et Christopher.
Anthony Newley fut élevé par sa mère, prénommée Grace, et son beau-père, Ronald Gardner dont le dernier emploi fut chauffeur à Beverly Hills, jusqu'à l'âge de huit ans. Ronald Gardner les quitta rapidement, filant avec la femme de ménage. Quelques années plus tard Anthony Newley retrouve avec l'aide d'un détective privé son père biologique, George Kirby, il organise une rencontre avec ce père jusqu'alors inconnu mais qui n'a rien raté de la carrière de son fils dont il était fier. Il paya une maison à son père à Beverly Hills dans l'espoir de réunir à nouveau son père et sa mère, mais il n'en fut rien.

### Mort
Anthony Newley s'éteint le 14 avril 1999, à l'âge de 67 ans, à Jensen Beach, en Floride. Il mourut d'un cancer des reins. Il aurait poussé son dernier souffle dans les bras de sa compagne Gina Fratini. Il laissa ses quatre enfants, sa mère âgée de 96 ans, ainsi que Miel sa petite fille. Depuis sa fille Tara eut un deuxième enfant, Weston, et Sasha eut une fille Ava.
Dans la biographie d'Anthony Newley Stop the World (Arrête/Arrêter le monde) écrite par Garth Bradsley, il est fait allusion à la bisexualité de Newley via son film Merkin des années 1960.

## Filmographie

### Acteur

#### Cinéma
- 1947 : Dusty Bates (en) ; Dusty Bates
- 1948 : The Little Ballerina (en) ; Johnny
- 1948 : The Guinea Pig ; Miles Minor
- 1948 : Oliver Twist ; Artful Dodger
- 1948 : Vice Versa ; Dick Bultitude
- 1949 : Don't Ever Leave Me (en) ; Jimmy Knowles
- 1949 : A Boy, a Girl and a Bike ; Charlie Ritchie
- 1949 : Vote for Huggett ; Dudley
- 1950 : Those People Next Door (en) ; Bob Twigg
- 1950 : Mission dangereuse (Highly Dangerous) ; l'opérateur
- 1953 : Les Marrants terribles (en) ; Percy
- 1954 : Up to His Neck (en) ; Tommy
- 1955 : The Blue Peter (en) ; Fred Starling
- 1955 : Commando dans la Gironde (The Cockleshell Heroes) ; Marine Clarke
- 1955 : Opération Tirpitz (Above Us the Waves) ; l'ingénieur
- 1956 : Le Dernier Homme à pendre (The Last Man to Hang?) ; Gaskin
- 1956 : X l'Inconnu (X the Unknown) de Leslie Norman ; LCpl. « Spider » Webb
- 1956 : Port Afrique ; Pedro
- 1957 : Pilotes de haut;vol ; Roger Endicott
- 1957 : Comment tuer un oncle à héritage ; Edward
- 1957 : L'Enfer des tropiques ; Miguel
- 1957 : The Good Companions ; Mulbrau
- 1958 : Signes particuliers : néant ; Ernesto
- 1958 : La Brigade des bérets noirs ; Pvt. « Tiger » Noakes
- 1959 : Les Aventuriers du Kilimandjaro ; Hooky Hook
- 1959 : La Charge du 7e lanciers (en) ;  Caporal Stokes
- 1959 : Idle on Parade (en) ; Jeep Jackson
- 1959 : The Lady Is a Square (en) ; Freddy
- 1959 : The Heart of a Man ; Johnnie
- 1960 : Let's Get Married (en) ; Dickie Bird
- 1960 : Jazz Boat ; Bert Harris
- 1960 : In the Nick (en) ; Dr. Newcombe
- 1963 : The Small World of Sammy Lee (en) ; Sammy Lee
- 1966 : Lucy in London (en) ; Anthony Fitz;Faversham
- 1967 : L'Extravagant Docteur Dolittle ; Matthew Mugg
- 1968 : Sweet November ; Charlie Blake
- 1969 : Le Carrousel fantastique (Can Heironymus Merkin Ever Forget Mercy Humppe and Find True Happiness?) ; Heironymus Merkin
- 1975 : The Old Curiosity Shop ; Daniel Quilp
- 1975 : It Seemed Like a Good Idea at the Time (en) ; Sweeney
- 1985 : Alice au pays des merveilles ; Le chapelier fou
- 1987 : Les Crados, le film (The Garbage Pail Kids Movie) ; Capitaine Manzin
- 1992 : Boris and Natasha (en) ; Sal Manelli

#### Télévision
- 1956 : Les Aventures du Colonel March (série télévisée, 1 épisode) ; Ned Young
- 1957 : The Wharf Road Mob (Téléfilm)
- 1957 : Assignment Foreign Legion (série télévisée, 1 épisode) ; Légionnaire Horatio Smith
- 1957 : Stryker of the Yard (en) (série télévisée, 1 épisode) ; Gerry Barnes
- 1960 : The Anthony Newley Show (Téléfilm)
- 1960 : The Strange World of Gurney Slade (en) (série télévisée, 5 épisodes) ; Gurney Slad
- 1980 : Linda in Wonderland (Téléfilm)
- 1980 : CBS Library (série télévisée, 1 épisode)
- 1981 : Pour l'amour du risque (série télévisée, 1 épisode) ; Tony Vacarro
- 1982 : Madame's Place (en) (série télévisée, 1 épisode)
- 1983 : Malibu (Téléfilm) ; Wilson Mahoney
- 1984-1985 : Fame (série télévisée, 2 épisodes) ; Trevor Kane
- 1984 et 1988 : Simon et Simon (série télévisée, 2 épisodes) ; Nigel Casey, puis Anthony Forrest
- 1985 : Hong Kong Connection (Téléfilm) ; Tommy T
- 1985 : Alice au pays des merveilles (Alice in Wonderland) : Le Chapelier Fou
- 1986 : Stagecoach (en) (Téléfilm) ; Trevor Peacock
- 1986 : Au-dessus de la loi (Téléfilm) ; Victor Coles
- 1987 : Arabesque (série télévisée, 1 épisode) ; Inspecteur Frost
- 1988 : Alfred Hitchcock présente (série télévisée 1 épisode) ; Phil Halloran
- 1988 : Magnum (série télévisée, 1 épisode) ; Peter Riddley-Smythe
- 1990 : Polly: Comin' Home! (en) (Téléfilm) ; Dabney Mayhew
- 1990 : Coins in the Fountain (en) (Téléfilm) ; Alfred
- 1991 : Tonight at 8.30 (en) (série télévisée, 2 épisodes)
- 1991 : Red Peppers (en) (Téléfilm) ; George Pepper
- 1992-1995 : The Upper Hand (en) (Téléfilm) ; Nick Murray
- 1994 : Anna Lee (en) (série télévisée 1 épisode) ; Frederick Slinger
- 1998 : EastEnders (Téléfilm) ; Vince Watson

### Bandes originales de films
- 1964 : Goldfinger ; parolier
- 1967 : L'Extravagant Docteur Dolittle ; chanteur
- 1968 : Sweet November ; chanteur
- 1969 : Le Carrousel fantastique (Can Heironymus Merkin Ever Forget Mercy Humppe and Find True Happiness?) ; réalisateur, parolier, compositeur et chanteur
- 1970 : Liza ; chanteur
- 1971 : Charlie et la Chocolaterie ; parolier et compositeur
- 1989 : Susie et les Baker Boys ; parolier
- 1992 : Toys ; parolier
- 1993 : Nom de code Nina ; parolier
- 1995 : Casino ; parolier
- 1997 : Bonjour les vacances : Viva Las Vegas ; parolier
- 2000 : Gangster No. 1 ; chanteur
- 2003 : Bruce tout-puissant ; parolier
- 2005 : Les Ex de mon mec ; parolier
- 2006 : Art School Confidential ; parolier
- 2006 : Vacances sur ordonnance
- 2007 : Sicko ; parolier

## Récompenses
- 1963: Grammy Award de la chanson de l'année pour What Kind of Fool Am I ? (partagé avec Leslie Bricusse) ;
- 1989: Songwriters Hall of Fame.